# استیو کالاهان
استیو کالاهان (انگلیسی: Steven Callahan؛ زادهٔ ۶ فوریهٔ ۱۹۵۲) نویسنده، و روزنامه‌نگار اهل ایالات متحده آمریکا است.
در ۲۲ ژانویه ۱۹۸۲، استیو کالاهان که یک مهندس دریایی و ماجراجو بود سفر خود را از جزایر قناری به سمت جزیره باهاماس آغاز کرد. ۷ روز پس شروع سفر قایق دست‌ساز وی دچار حادثه شده و وی مجبور شد تا با ترک قایق در یک قایق نجات کوچک مستقر شود. او که به مدت ۷۶ روز در دریا پیش می‌رفت در ابتدا از ذخیره آب و غذای همراه خود در قایق نجات استفاده می‌کرد و سپس سعی کرد که تا با شکار ماهی خود را سیر کند. پس از ۷۶ روز توانست خشکی را ببیند و توسط ماهیگیران جزیره گودالاگوپ نجات پیدا کرد.
بعدها او کتابی به نام «سرگردان: ۷۶ روز گمشده در دریا» را در این‌باره نوشت.